# 岩崎食品
株式会社岩崎食品（いわさきしょくひん）は、長崎県西彼杵郡長与町に本社を置く食品製造業者である。長崎県を中心に「岩崎本舗（いわさきほんぽ）」の屋号で店舗展開を行っている。

## 概要
1965年（昭和40年）創業。現社長は三代目となる（2023年現在）。
長崎県、福岡県に直営店を11店舗を持つ。また、九州の一部空港の売店、駅のKiosk等での販売も行っている。
主な商品として長崎角煮まんじゅうがある。
九州の名産物とコラボした食品の販売や、長崎角煮まんじゅうにコラボ限定の焼印をあしらって販売するアニメコラボなども積極的に行っている。
V・ファーレン長崎、長崎ヴェルカのスポンサー。

## 沿革
- 1965年（昭和40年）4月 - 岩崎食品創業[1]
- 1999年（平成11年）10月 - 長崎角煮まんじゅう / 商標：第4324181号を登録[1]
- 2000年（平成12年）9月 - JR長崎駅 アミュプラザ長崎店を開店[1]
- 2003年（平成15年）9月 - 長与に新工場完成・本社工場店開店[1]
- 2004年（平成16年）11月
  - 長与本社工場 SGS HACCP認証取得[1]
  - 大丸 福岡天神店開店[1]
- 2005年（平成17年）4月 - 長崎空港店開店[1]
- 2006年（平成18年）4月 - 西浜町店開店[1]
- 2008年（平成20年）11月 - グラバー園店開店[1]
- 2010年（平成22年）7月 - 浜町観光通り店開店[1]
- 2011年（平成23年）3月 - 有限会社から株式会社へ商号変更[1]
- 2014年（平成26年）
  - 7月 - マイング博多駅店開店[1]
  - 11月 - 佐世保三ヶ町店開店[1]
- 2017年（平成29年）3月 - ハウステンボス店開店[1]
- 2020年4月 - 福岡空港店開店
- 2022年3月 - アミュプラザ店が移転、長崎駅店へ名称変更
- 2022年12月 - 住吉店開店

## 商品
商品一覧より。

### 角煮まんじゅう
- 長崎角煮まんじゅう

東坡肉を元にし、饅頭状の生地に薄切りの豚の角煮を挟んだ食品。
- 大とろ角煮まんじゅう

通常の角煮まんじゅうよりも角煮が柔らかく作られている。
- 六日仕込角煮まんじゅう

通常の角煮まんじゅうと異なる豚肉を使用し、角煮と生地を別々に梱包している。
- チーズ角煮まんじゅう
- ハーフサイズの角煮まんじゅう

角煮まんじゅうちゃんの顔が刻印されている。

### ハンバーガー
角煮まんじゅうの生地に和牛のハンバーグをはさんだもの。
- 白バーガー
- 九州しょうゆてりマヨバーガー

### ぎょうざ
- 長崎ぎょうざ
- 辛子ぎょうざ
- 三代目長崎ぎょうざ

にんにく不使用で一口サイズ。元の長崎ぎょうざは大ぶりなサイズ。

### 豚どん
- 豚どん
- レモン豚どん
- 三代目レモン牛どん

Makuakeでのクラウドファンディングにより開発・発売。

### その他
- 三代目長崎肉まん
- 長崎角煮まぶし
- 大とろ角煮まぶし
- 岩崎本舗の隠したれ

## 店舗

### 東京都
| 店名          | 所在地                                              | 備考 |
| ------------- | --------------------------------------------------- | ---- |
| 日本橋 長崎館 | 中央区日本橋2-1-3 アーバンネット日本橋二丁目ビル1階 |      |

### 福岡県
| 店名                 | 所在地                                                                 | 備考                                                       |
| -------------------- | ---------------------------------------------------------------------- | ---------------------------------------------------------- |
| 大丸・福岡天神店     | 福岡市中央区天神1-4-1 東館エルガーラ 地下2階（生鮮食品と惣菜のフロア） |                                                            |
| マイング博多駅店     | 福岡市博多区博多駅中央街1-1 博多駅内 マイング名店街                    |                                                            |
| 博多駅（Kiosk売店）  | 福岡市博多区博多駅中央街6-11                                           | お土産街道 新幹線中央改札内 博多おみやげ市場 2階コンコース |
| 福岡空港（空港売店） | 福岡市博多区大字下臼井778番地の1                                       | ANA FESTA 博多大丸 エアポートショップ フレッシュコーナー   |
| 小倉駅               | 北九州市小倉北区浅野一丁目1-1                                          | お土産街道 新幹線 中央改札内                               |
| 北九州空港           | 北九州市小倉南区空港北町6番                                            | 空の丘（2F）出発フロア                                     |

### 長崎県
| 店名                        | 所在地                         | 備考                                                                            |
| --------------------------- | ------------------------------ | ------------------------------------------------------------------------------- |
| JR長崎駅 アミュプラザ長崎店 | 長崎市尾上町1−1                | 1階おみやげ街道内                                                               |
| 西浜町店                    | 長崎市銅座町3-17               |                                                                                 |
| グラバー園店                | 長崎市南山手町2-6              |                                                                                 |
| 浜町観光通り店              | 長崎市浜町5-9                  | 浜町アーケード手前                                                              |
| 長崎空港店                  | 大村市箕島町                   | 長崎空港 2階 売店エリア                                                         |
| 佐世保三ヶ町店              | 佐世保市常盤町6-1              | サンクル4番館1階                                                                |
| ハウステンボス店            | 佐世保市ハウステンボス町1-1    | ハウステンボス ウェルカムゲート（入国棟）そば ハウステンボス ショッピングモール |
| 本社工場店                  | 西彼杵郡長与町斉藤郷1006番地13 |                                                                                 |

## マスコットキャラクター

### 角煮まんじゅうちゃん
看板商品・長崎角煮まんじゅうを模したマスコットキャラクター。
角煮まんじゅうの生地部分に顔と小さな手足がついており、一等身。生地からはみ出た大きな角煮はリボンになっている。性別は不明。明るい、元気、恥ずかしがりやなどの性格設定がされているが、SNS上でも喋らないキャラクターとして登場している。
着ぐるみで各種イベントに登場しているほか、ぬいぐるみやブランケットなどのキャラクター商品、LINEスタンプなどが発売している。
2014〜16年のゆるキャラグランプリに出場しており、2016年には総合97位、企業部門37位にランクインした。
「from ARGONAVIS」の登場キャラクターによるバンド「風神RIZING!」（長崎出身という設定）とのコラボ商品の発売、数年にわたるSNS上での交流などを経て、2023年には角煮まんじゅうちゃんがライブに出演。ステージ上でメンバーと共にパフォーマンスをした。

## その他
2020年、新型コロナウイルスの感染が拡大し、物産展の中止、過剰在庫を抱えるなどの影響を受けたが、多くの応援や注文を受けることで危機を乗り越えた。その恩返しとして、2020年8月5日から8月16日までの期間限定で、商品を日本全国へ送料無料で配送する「“Send to”キャンペーン」を行った。
また、国内観光需要の支援のため日本政府が行ったGo To キャンペーンにて、当時新型コロナウイルス感染者が増加していた東京都の発着の旅行が対象外となった。長崎県に来られない東京都民への配慮として、岩崎食品の通信販売を過去に利用した東京在住の利用者の下へ、「東京都へお住いのあなた様へ」と綴られた手紙を同封した角煮まんじゅうを無償で配送した。前触れなく自宅に配達されたことで話題となる。